# Ľahká Múza
Ľahká Múza (słow. „Lekka muza”) – słowacki zespół electro-gothic-industrialny z charakterystycznym klimatem dark wave, który zadebiutował w roku 1984 wydawnictwem Schizofónia. Prócz głównej działalności muzycznej członkowie grupy biorą udział w pobocznym projekcie Hieros Gamos.
Muzyka zespołu ewoluowała na przestrzeni lat działalności pozostając jednak zawsze w kręgu dźwięków gotyku rytualnego z wysuwającym się na pierwszy plan mocnym żeńskim wokalem. Charakterystyczną cechą grupy są też koncerty z udziałem artystów performance na scenie. 
Ľahká Múza jest często występującą gwiazdą na festiwalach rocka gotyckiego. W maju 2002 zespół wystąpił na największym festiwalu gothic i dark wave  Wave Gotik Treffen w niemieckim Lipsku, a w roku 2003 na największym gotyckim festiwalu krajów nadbałtyckich Kunegunda Lunaria w Wilnie. W latach 2001 oraz 2018 grupa wystąpiła w ramach festiwalu Brutal Assault. Zespół jest również częstym gościem na organizowanym w Polsce festiwalu Castle Party. Występował tam m.in. w latach 2000, 2005, 2008, 2011 (jako Hieros Gamos) oraz w 2017. 

## Muzycy

### Obecny skład zespołu
- Gudrun – wokal
- 677 – gitara, instrumenty klawiszowe
- iNova – gitara basowa

### Byli członkowie zespołu
- German H. – gitara basowa
- Dr, K. – perkusja
- Voda – gitara basowa

### Współpraca
- Leandra – performance
- Cora – performance
- Erewan – performace
- Spunky – performance
- VioletD – performance

## Dyskografia[3]
- Schizofónia live (MC) (1989)
- Nevinnosť (MC) (1991)
- Tieň Bolesti (1992)
- Chvenie Absolútna (1995)
- Sen ohraničeného života (1998)
- Cesty svetla plynú temnotou (2000)
- V záblesku večnosti (2004)
- Fetish Remix (2006)
- Byť Tvojím Zrkadlom (2013)
- DVD Performance (2016)